# Élections municipales de 2014 dans l'Ain
Les élections municipales de 2014 dans l'Ain ont eu lieu les 23 et 30 mars 2014.

## Maires sortants et maires élus
Le scrutin est marqué par certains changements notoires. La gauche subit plusieurs revers dans certaines villes plus ou moins importantes du département. Ambérieu-en-Bugey, Ferney-Voltaire et Hauteville-Lompnes passent à l'UDI.La droite remporte Belley, Montluel, Prévessin-Moëns, Trévoux et Villars-les-Dombes. Les écologistes perdent Ornex tandis que l'UDI se maintient à Oyonnax, mais doit céder Gex à la droite. Le Parti Socialiste se console avec un petit succès à Bellignat et avec le maintien du maire de Bourg-en-Bresse.
| Commune                  | Population | Maire sortant            | Parti | Parti | Maire élu             | Parti | Parti |
| ------------------------ | ---------- | ------------------------ | ----- | ----- | --------------------- | ----- | ----- |
| Ambérieu-en-Bugey        | 13 839     | Josiane Exposito         |       | PS    | Daniel Fabre          |       | UDI   |
| Bellegarde-sur-Valserine | 11 630     | Régis Petit              |       | UMP   | Régis Petit           |       | UMP   |
| Belley                   | 8 761      | Jean-Marc Fognini        |       | PS    | Christian Jimenez     |       | DVD   |
| Bellignat                | 3 590      | Victor Jacquenod         |       | DVG   | Jean-Georges Arbant   |       | PS    |
| Beynost                  | 4 471      | Michel Nicod             |       | DVD   | Michel Nicod          |       | DVD   |
| Bourg-en-Bresse          | 39 882     | Jean-François Debat      |       | PS    | Jean-François Debat   |       | PS    |
| Cessy                    | 4 167      | Christophe Bouvier       |       | DVD   | Christophe Bouvier    |       | DVD   |
| Châtillon-sur-Chalaronne | 4 940      | Yves Clayette            |       | UMP   | Yves Clayette         |       | UMP   |
| Dagneux                  | 4 183      | Bernard Simplex          |       | DVD   | Bernard Simplex       |       | DVD   |
| Divonne-les-Bains        | 8 388      | Étienne Blanc            |       | UMP   | Étienne Blanc         |       | UMP   |
| Ferney-Voltaire          | 8 452      | François Meylan          |       | PS    | Daniel Raphoz         |       | UDI   |
| Gex                      | 10 446     | Gérard Paoli             |       | UDI   | Patrice Dunand        |       | DVD   |
| Hauteville-Lompnes       | 3 971      | Monique Lyaudet          |       | DVG   | Bernard Argenti       |       | UDI   |
| Jassans-Riottier         | 6 044      | Jacqueline Fournet       |       | UMP   | Jean-Pierre Reverchon |       | DVD   |
| Lagnieu                  | 6 785      | André Moingeon           |       | UMP   | André Moingeon        |       | UMP   |
| Meximieux                | 7 253      | Christian Bussy          |       | UMP   | Christian Bussy       |       | UMP   |
| Miribel                  | 9 031      | Jacques Berthou          |       | DVG   | Sylvie Viricel        |       | DVG   |
| Montluel                 | 7 112      | Jacky Bernard            |       | PS    | Romain Daubié         |       | UMP   |
| Montmerle-sur-Saône      | 3 818      | Jean-Christian Forestier |       | DVD   | Raphaël Lamure        |       | DVD   |
| Nantua                   | 3 651      | Jean-Pierre Carminati    |       | DVD   | Jean-Pierre Carminati |       | DVD   |
| Ornex                    | 3 779      | Jacques Mercier          |       | EELV  | Jean-François Obez    |       | DVD   |
| Oyonnax                  | 22 459     | Michel Perraud           |       | UDI   | Michel Perraud        |       | UDI   |
| Péronnas                 | 6 053      | Christian Chanel         |       | DVD   | Christian Chanel      |       | DVD   |
| Prévessin-Moëns          | 6 806      | Jean-Paul Laurenson      |       | DVG   | Aurélie Charillon     |       | UMP   |
| Replonges                | 3 601      | Michel Voisin            |       | UMP   | Bertrand Vernoux      |       | UMP   |
| Reyrieux                 | 4 202      | Charles Berthaud         |       | DVG   | Jacky Dutruc          |       | DVG   |
| Saint-Denis-lès-Bourg    | 5 492      | Jacques Nallet           |       | DVG   | Guillaume Fauvet      |       | DVG   |
| Saint-Genis-Pouilly      | 9 186      | Hubert Bertrand          |       | PRG   | Hubert Bertrand       |       | PRG   |
| Saint-Maurice-de-Beynost | 3 864      | Pierre Goubet            |       | DVG   | Pierre Goubet         |       | DVG   |
| Thoiry                   | 5 461      | Gérald Dentinger         |       | DVD   | Muriel Benier         |       | UMP   |
| Trévoux                  | 6 687      | Michel Raymond           |       | PS    | Marc Péchoux          |       | UMP   |
| Villars-les-Dombes       | 4 411      | Gabriel Humbert          |       | DVG   | Pierre Larrieu        |       | DVD   |
| Viriat                   | 6 083      | Bernard Perret           |       | DVD   | Bernard Perret        |       | DVD   |

### Résultats en nombre de maires
| Partis       | Partis       | Maires sortants | Maires élus | Évolution     |
| ------------ | ------------ | --------------- | ----------- | ------------- |
|              | DVD          | 8               | 12          | 4             |
|              | UMP          | 7               | 10          | 3             |
|              | UDI          | 2               | 4           | 2             |
| Total droite | Total droite | 17              | 26          | 9             |
|              | DVG          | 8               | 4           | 4             |
|              | PS           | 6               | 2           | 4             |
|              | PRG          | 1               | 1           | en stagnation |
|              | EELV         | 1               | 0           | 1             |
| Total gauche | Total gauche | 16              | 7           | 9             |
| Total        | Total        | 33              | 33          | -             |

## Résultats dans les communes de plus de3 000 habitants

### Ambérieu-en-Bugey
- Maire sortant : Josiane Exposito (PS)
- 33 sièges à pourvoir au conseil municipal (population légale 2011 : 13 839 habitants)
- 8 sièges à pourvoir au conseil communautaire (CC de la Plaine de l'Ain)

| Tête de liste            | Tête de liste      | Liste          | Premier tour | Premier tour | Second tour | Second tour | Sièges | Sièges |
| Tête de liste            | Tête de liste      | Liste          | Voix         | %            | Voix        | %           | CM     | CC     |
| ------------------------ | ------------------ | -------------- | ------------ | ------------ | ----------- | ----------- | ------ | ------ |
|                          | Daniel Fabre       | UDI            | 1 426        | 31,10        | 2 678       | 61,30       | 27     | 7      |
| Parole aux ambarrois     |                    |                | 1 426        | 31,10        | 2 678       | 61,30       | 27     | 7      |
|                          | Christophe Fortin  | UMP            | 1 383        | 30,16        |             |             |        |        |
| Amberieu renouveau       |                    |                | 1 383        | 30,16        |             |             |        |        |
|                          | Josiane Exposito * | PS             | 954          | 20,80        | 949         | 21,72       | 3      | 1      |
| Amberieu ambition        |                    |                | 954          | 20,80        | 949         | 21,72       | 3      | 1      |
|                          | Catherine Pidoux   | DVG            | 822          | 17,92        | 741         | 16,96       | 3      |        |
| Vivons notre ville       |                    |                | 822          | 17,92        | 741         | 16,96       | 3      |        |
|                          |                    |                |              |              |             |             |        |        |
| Inscrits                 | Inscrits           | Inscrits       | 8 198        | 100,00       | 8 198       | 100,00      |        |        |
| Abstentions              | Abstentions        | Abstentions    | 3 422        | 41,74        | 3 619       | 44,14       |        |        |
| Votants                  | Votants            | Votants        | 4 776        | 58,26        | 4 579       | 55,86       |        |        |
| Blancs et nuls           | Blancs et nuls     | Blancs et nuls | 191          | 4,00         | 211         | 4,61        |        |        |
| Exprimés                 | Exprimés           | Exprimés       | 4 585        | 96,00        | 4 368       | 95,39       |        |        |
| * Liste du maire sortant |                    |                |              |              |             |             |        |        |

### Arbent
- Maire sortant : Liliane Maissiat (UMP)
- 23 sièges à pourvoir au conseil municipal (population légale 2011 : 3 458 habitants)
- 3 sièges à pourvoir au conseil communautaire (CA Haut-Bugey Agglomération)

|                                            | Liliane Maissiat * | UMP            | 930   | 100,00 | 23 | 3 |  |  |
| Pour l'avenir de tous. continuons ensemble |                    |                | 930   | 100,00 | 23 | 3 |  |  |
|                                            |                    |                |       |        |    |   |  |  |
| Inscrits                                   | Inscrits           | Inscrits       | 2 167 | 100,00 |    |   |  |  |
| Abstentions                                | Abstentions        | Abstentions    | 1 061 | 48,96  |    |   |  |  |
| Votants                                    | Votants            | Votants        | 1 106 | 51,04  |    |   |  |  |
| Blancs et nuls                             | Blancs et nuls     | Blancs et nuls | 176   | 15,91  |    |   |  |  |
| Exprimés                                   | Exprimés           | Exprimés       | 930   | 84,09  |    |   |  |  |
| * Liste du maire sortant                   |                    |                |       |        |    |   |  |  |

### Attignat
- Maire sortant : Martial Goyard (DVG)
- 23 sièges à pourvoir au conseil municipal (population légale 2011 : 3 023 habitants)
- 6 sièges à pourvoir au conseil communautaire (CA du Bassin de Bourg-en-Bresse)

|                                    | Walter Martin    | UMP            | 840   | 59,15  | 19 | 5 |  |  |
| Attignat 2014... un autre avenir   |                  |                | 840   | 59,15  | 19 | 5 |  |  |
|                                    | Martial Goyard * | DVG            | 580   | 40,84  | 4  | 1 |  |  |
| Ensemble pour attignat 2014 - 2020 |                  |                | 580   | 40,84  | 4  | 1 |  |  |
|                                    |                  |                |       |        |    |   |  |  |
| Inscrits                           | Inscrits         | Inscrits       | 2 130 | 100,00 |    |   |  |  |
| Abstentions                        | Abstentions      | Abstentions    | 679   | 31,88  |    |   |  |  |
| Votants                            | Votants          | Votants        | 1 451 | 68,12  |    |   |  |  |
| Blancs et nuls                     | Blancs et nuls   | Blancs et nuls | 31    | 2,14   |    |   |  |  |
| Exprimés                           | Exprimés         | Exprimés       | 1 420 | 97,86  |    |   |  |  |
| * Liste du maire sortant           |                  |                |       |        |    |   |  |  |

### Bâgé-la-Ville
- Maire sortant : Dominique Repiquet (DVD)
- 23 sièges à pourvoir au conseil municipal (population légale 2011 : 3 114 habitants)
- 5 sièges à pourvoir au conseil communautaire (CC Bresse et Saône)

|                          | Dominique Repiquet * | DVD            | 825   | 100,00 | 23 | 5 |  |  |
| Préparons l'avenir       |                      |                | 825   | 100,00 | 23 | 5 |  |  |
|                          |                      |                |       |        |    |   |  |  |
| Inscrits                 | Inscrits             | Inscrits       | 2 166 | 100,00 |    |   |  |  |
| Abstentions              | Abstentions          | Abstentions    | 1 051 | 48,52  |    |   |  |  |
| Votants                  | Votants              | Votants        | 1 115 | 51,48  |    |   |  |  |
| Blancs et nuls           | Blancs et nuls       | Blancs et nuls | 290   | 26,01  |    |   |  |  |
| Exprimés                 | Exprimés             | Exprimés       | 825   | 73,99  |    |   |  |  |
| * Liste du maire sortant |                      |                |       |        |    |   |  |  |

### Béligneux
- Maire sortant : Francis Sigoire (DVD)
- 23 sièges à pourvoir au conseil municipal (population légale 2011 : 3 040 habitants)
- 4 sièges à pourvoir au conseil communautaire (CC de la Côtière à Montluel)

|                          | Francis Sigoire * | DVD            | 834   | 73,87  | 20 | 4 |  |  |
| Ensemble pour béligneux  |                   |                | 834   | 73,87  | 20 | 4 |  |  |
|                          | Dominique Calais  | DIV            | 295   | 26,12  | 3  |   |  |  |
| Tous unis pour beligneux |                   |                | 295   | 26,12  | 3  |   |  |  |
|                          |                   |                |       |        |    |   |  |  |
| Inscrits                 | Inscrits          | Inscrits       | 1 994 | 100,00 |    |   |  |  |
| Abstentions              | Abstentions       | Abstentions    | 827   | 41,47  |    |   |  |  |
| Votants                  | Votants           | Votants        | 1 167 | 58,53  |    |   |  |  |
| Blancs et nuls           | Blancs et nuls    | Blancs et nuls | 38    | 3,26   |    |   |  |  |
| Exprimés                 | Exprimés          | Exprimés       | 1 129 | 96,74  |    |   |  |  |
| * Liste du maire sortant |                   |                |       |        |    |   |  |  |

### Bellegarde-sur-Valserine
- Maire sortant : Régis Petit (UMP)
- 33 sièges à pourvoir au conseil municipal (population légale 2011 : 11 630 habitants)
- 17 sièges à pourvoir au conseil communautaire (CC Terre Valserhône)

|                                         | Régis Petit *        | UMP            | 2 191 | 71,62  | 29 | 15 |  |  |
| Bellegarde. notre ville. notre passion  |                      |                | 2 191 | 71,62  | 29 | 15 |  |  |
|                                         | Jean-Sébastien Bloch | DVG            | 706   | 23,07  | 4  | 2  |  |  |
| Un nouvel élan à gauche pour bellegarde |                      |                | 706   | 23,07  | 4  | 2  |  |  |
|                                         | Clara Balloffet      | DVG            | 162   | 5,29   |    |    |  |  |
| La majorite silencieuse                 |                      |                | 162   | 5,29   |    |    |  |  |
|                                         |                      |                |       |        |    |    |  |  |
| Inscrits                                | Inscrits             | Inscrits       | 6 354 | 100,00 |    |    |  |  |
| Abstentions                             | Abstentions          | Abstentions    | 3 174 | 49,95  |    |    |  |  |
| Votants                                 | Votants              | Votants        | 3 180 | 50,05  |    |    |  |  |
| Blancs et nuls                          | Blancs et nuls       | Blancs et nuls | 121   | 3,81   |    |    |  |  |
| Exprimés                                | Exprimés             | Exprimés       | 3 059 | 96,19  |    |    |  |  |
| * Liste du maire sortant                |                      |                |       |        |    |    |  |  |

### Belley
- Maire sortant : Jean-Marc Fognini (PS)
- 29 sièges à pourvoir au conseil municipal (population légale 2011 : 8 761 habitants)
- 18 sièges à pourvoir au conseil communautaire (CC Bugey Sud)

| Tête de liste              | Tête de liste       | Liste          | Premier tour | Premier tour | Second tour | Second tour | Sièges | Sièges |
| Tête de liste              | Tête de liste       | Liste          | Voix         | %            | Voix        | %           | CM     | CC     |
| -------------------------- | ------------------- | -------------- | ------------ | ------------ | ----------- | ----------- | ------ | ------ |
|                            | Jean-Marc Fognini * | PS             | 1 538        | 42,14        | 1 936       | 48,82       | 7      | 4      |
| Continuons belley ensemble |                     |                | 1 538        | 42,14        | 1 936       | 48,82       | 7      | 4      |
|                            | Christian Jimenez   | DVD            | 1 323        | 36,25        | 2 029       | 51,17       | 22     | 14     |
| Belley nouvel horizon 2014 |                     |                | 1 323        | 36,25        | 2 029       | 51,17       | 22     | 14     |
|                            | Jean Gonnet         | DVD            | 788          | 21,59        |             |             |        |        |
| Osons belley pour tous     |                     |                | 788          | 21,59        |             |             |        |        |
|                            |                     |                |              |              |             |             |        |        |
| Inscrits                   | Inscrits            | Inscrits       | 5 680        | 100,00       | 5 680       | 100,00      |        |        |
| Abstentions                | Abstentions         | Abstentions    | 1 873        | 32,98        | 1 557       | 27,41       |        |        |
| Votants                    | Votants             | Votants        | 3 807        | 67,02        | 4 123       | 72,59       |        |        |
| Blancs et nuls             | Blancs et nuls      | Blancs et nuls | 158          | 4,15         | 158         | 3,83        |        |        |
| Exprimés                   | Exprimés            | Exprimés       | 3 649        | 95,85        | 3 965       | 96,17       |        |        |
| * Liste du maire sortant   |                     |                |              |              |             |             |        |        |

### Bellignat
- Maire sortant : Victor Jacquenod (DVG)
- 27 sièges à pourvoir au conseil municipal (population légale 2011 : 3 590 habitants)
- 3 sièges à pourvoir au conseil communautaire (CA Haut-Bugey Agglomération)

|                               | Jean-Georges Arbant | PS             | 605   | 60,31  | 22 | 2 |  |  |
| Bellignat un avenir pour tous |                     |                | 605   | 60,31  | 22 | 2 |  |  |
|                               | Bernard Paviot      | DVD            | 398   | 39,68  | 5  | 1 |  |  |
| Bellignat nouvel horizon      |                     |                | 398   | 39,68  | 5  | 1 |  |  |
|                               |                     |                |       |        |    |   |  |  |
| Inscrits                      | Inscrits            | Inscrits       | 2 105 | 100,00 |    |   |  |  |
| Abstentions                   | Abstentions         | Abstentions    | 1 021 | 48,50  |    |   |  |  |
| Votants                       | Votants             | Votants        | 1 084 | 51,50  |    |   |  |  |
| Blancs et nuls                | Blancs et nuls      | Blancs et nuls | 81    | 7,47   |    |   |  |  |
| Exprimés                      | Exprimés            | Exprimés       | 1 003 | 92,53  |    |   |  |  |

### Beynost
- Maire sortant : Michel Nicod (DVD)
- 27 sièges à pourvoir au conseil municipal (population légale 2011 : 4 471 habitants)
- 6 sièges à pourvoir au conseil communautaire (CC de Miribel et du Plateau)

|                                           | Michel Nicod * | DVD            | 1 229 | 64,75  | 23 | 5 |  |  |
| Aimer beynost - agir ensemble pour demain |                |                | 1 229 | 64,75  | 23 | 5 |  |  |
|                                           | Pierre Felix   | DIV            | 669   | 35,24  | 4  | 1 |  |  |
| Beynost : un projet partagé               |                |                | 669   | 35,24  | 4  | 1 |  |  |
|                                           |                |                |       |        |    |   |  |  |
| Inscrits                                  | Inscrits       | Inscrits       | 3 389 | 100,00 |    |   |  |  |
| Abstentions                               | Abstentions    | Abstentions    | 1 413 | 41,69  |    |   |  |  |
| Votants                                   | Votants        | Votants        | 1 976 | 58,31  |    |   |  |  |
| Blancs et nuls                            | Blancs et nuls | Blancs et nuls | 78    | 3,95   |    |   |  |  |
| Exprimés                                  | Exprimés       | Exprimés       | 1 898 | 96,05  |    |   |  |  |
| * Liste du maire sortant                  |                |                |       |        |    |   |  |  |

### Bourg-en-Bresse
- Maire sortant : Jean-François Debat (PS)
- 39 sièges à pourvoir au conseil municipal (population légale 2011 : 39 882 habitants)
- 29 sièges à pourvoir au conseil communautaire (CA du Bassin de Bourg-en-Bresse)

|                                                        | Jean-François Debat * | PS-PCF-EELV    | 6 515  | 50,64  | 30 | 23 |  |  |
| Bourg avance avec jean françois debat                  |                       |                | 6 515  | 50,64  | 30 | 23 |  |  |
|                                                        | Xavier Breton         | UMP            | 4 297  | 33,40  | 7  | 5  |  |  |
| Avec vous - xavier breton 2014                         |                       |                | 4 297  | 33,40  | 7  | 5  |  |  |
|                                                        | Clément Perrin        | FN             | 1 407  | 10,93  | 2  | 1  |  |  |
| Bourg-en-bresse bleu marine                            |                       |                | 1 407  | 10,93  | 2  | 1  |  |  |
|                                                        | Rémi Froschard        | EXG            | 465    | 3,61   |    |    |  |  |
| A gauche vraiment                                      |                       |                | 465    | 3,61   |    |    |  |  |
|                                                        | Maude Lépagnot        | LO             | 181    | 1,40   |    |    |  |  |
| Lutte ouvriere faire entendre le camp des travailleurs |                       |                | 181    | 1,40   |    |    |  |  |
|                                                        |                       |                |        |        |    |    |  |  |
| Inscrits                                               | Inscrits              | Inscrits       | 23 186 | 100,00 |    |    |  |  |
| Abstentions                                            | Abstentions           | Abstentions    | 10 074 | 43,45  |    |    |  |  |
| Votants                                                | Votants               | Votants        | 13 112 | 56,55  |    |    |  |  |
| Blancs et nuls                                         | Blancs et nuls        | Blancs et nuls | 247    | 1,88   |    |    |  |  |
| Exprimés                                               | Exprimés              | Exprimés       | 12 865 | 98,12  |    |    |  |  |
| * Liste du maire sortant                               |                       |                |        |        |    |    |  |  |

### Cessy
- Maire sortant : Christophe Bouvier (DVD)
- 27 sièges à pourvoir au conseil municipal (population légale 2011 : 4 167 habitants)
- 3 sièges à pourvoir au conseil communautaire (CA Pays de Gex Agglo)

|                          | Christophe Bouvier * | DVD            | 975   | 100,00 | 27 | 3 |  |  |
| Cessy perspectives 2020  |                      |                | 975   | 100,00 | 27 | 3 |  |  |
|                          |                      |                |       |        |    |   |  |  |
| Inscrits                 | Inscrits             | Inscrits       | 2 522 | 100,00 |    |   |  |  |
| Abstentions              | Abstentions          | Abstentions    | 1 332 | 52,82  |    |   |  |  |
| Votants                  | Votants              | Votants        | 1 190 | 47,18  |    |   |  |  |
| Blancs et nuls           | Blancs et nuls       | Blancs et nuls | 215   | 18,07  |    |   |  |  |
| Exprimés                 | Exprimés             | Exprimés       | 975   | 81,93  |    |   |  |  |
| * Liste du maire sortant |                      |                |       |        |    |   |  |  |

### Châtillon-en-Michaille
- Maire sortant : Patrick Perréard (DVD)
- 23 sièges à pourvoir au conseil municipal (population légale 2011 : 3 134 habitants)
- 7 sièges à pourvoir au conseil communautaire (CC Terre Valserhône)

|                                                     | Patrick Perreard | DVD            | 883   | 100,00 | 23 | 7 |  |  |
| Avec patrick perreard. une nouvelle page s'ouvre... |                  |                | 883   | 100,00 | 23 | 7 |  |  |
|                                                     |                  |                |       |        |    |   |  |  |
| Inscrits                                            | Inscrits         | Inscrits       | 2 214 | 100,00 |    |   |  |  |
| Abstentions                                         | Abstentions      | Abstentions    | 1 170 | 52,85  |    |   |  |  |
| Votants                                             | Votants          | Votants        | 1 044 | 47,15  |    |   |  |  |
| Blancs et nuls                                      | Blancs et nuls   | Blancs et nuls | 161   | 15,42  |    |   |  |  |
| Exprimés                                            | Exprimés         | Exprimés       | 883   | 84,58  |    |   |  |  |

### Châtillon-sur-Chalaronne
- Maire sortant : Yves Clayette (UMP)
- 27 sièges à pourvoir au conseil municipal (population légale 2011 : 4 940 habitants)
- 10 sièges à pourvoir au conseil communautaire (CC de la Dombes)

|                              | Yves Clayette * | UMP            | 1 089 | 53,25  | 21 | 8 |  |  |
| Tous ensemble pour chatillon |                 |                | 1 089 | 53,25  | 21 | 8 |  |  |
|                              | Guy Foray       | DIV            | 956   | 46,74  | 6  | 2 |  |  |
| Avançons autrement           |                 |                | 956   | 46,74  | 6  | 2 |  |  |
|                              |                 |                |       |        |    |   |  |  |
| Inscrits                     | Inscrits        | Inscrits       | 3 386 | 100,00 |    |   |  |  |
| Abstentions                  | Abstentions     | Abstentions    | 1 228 | 36,27  |    |   |  |  |
| Votants                      | Votants         | Votants        | 2 158 | 63,73  |    |   |  |  |
| Blancs et nuls               | Blancs et nuls  | Blancs et nuls | 113   | 5,24   |    |   |  |  |
| Exprimés                     | Exprimés        | Exprimés       | 2 045 | 94,76  |    |   |  |  |
| * Liste du maire sortant     |                 |                |       |        |    |   |  |  |

### Dagneux
- Maire sortant : Bernard Simplex (DVD)
- 27 sièges à pourvoir au conseil municipal (population légale 2011 : 4 183 habitants)
- 5 sièges à pourvoir au conseil communautaire (CC de la Côtière à Montluel)

|                          | Bernard Simplex * | DVD            | 1 144 | 100,00 | 27 | 5 |  |  |
| Vivre à dagneux          |                   |                | 1 144 | 100,00 | 27 | 5 |  |  |
|                          |                   |                |       |        |    |   |  |  |
| Inscrits                 | Inscrits          | Inscrits       | 2 917 | 100,00 |    |   |  |  |
| Abstentions              | Abstentions       | Abstentions    | 1 563 | 53,58  |    |   |  |  |
| Votants                  | Votants           | Votants        | 1 354 | 46,42  |    |   |  |  |
| Blancs et nuls           | Blancs et nuls    | Blancs et nuls | 210   | 15,51  |    |   |  |  |
| Exprimés                 | Exprimés          | Exprimés       | 1 144 | 84,49  |    |   |  |  |
| * Liste du maire sortant |                   |                |       |        |    |   |  |  |

### Divonne-les-Bains
- Maire sortant : Étienne Blanc (UMP)
- 29 sièges à pourvoir au conseil municipal (population légale 2011 : 8 388 habitants)
- 5 sièges à pourvoir au conseil communautaire (CA Pays de Gex Agglo)

|                             | Étienne Blanc *    | UMP            | 1 644 | 52,09  | 23 | 4 |  |  |
| Divonne passionnément       |                    |                | 1 644 | 52,09  | 23 | 4 |  |  |
|                             | Jean-Louis Laurent | DVD            | 1 015 | 32,16  | 4  | 1 |  |  |
| Divonne les bains autrement |                    |                | 1 015 | 32,16  | 4  | 1 |  |  |
|                             | Sandra Girardo     | DIV            | 497   | 15,74  | 2  |   |  |  |
| Divonne. mieux. ensemble    |                    |                | 497   | 15,74  | 2  |   |  |  |
|                             |                    |                |       |        |    |   |  |  |
| Inscrits                    | Inscrits           | Inscrits       | 5 715 | 100,00 |    |   |  |  |
| Abstentions                 | Abstentions        | Abstentions    | 2 458 | 43,01  |    |   |  |  |
| Votants                     | Votants            | Votants        | 3 257 | 56,99  |    |   |  |  |
| Blancs et nuls              | Blancs et nuls     | Blancs et nuls | 101   | 3,10   |    |   |  |  |
| Exprimés                    | Exprimés           | Exprimés       | 3 156 | 96,90  |    |   |  |  |
| * Liste du maire sortant    |                    |                |       |        |    |   |  |  |

### Feillens
- Maire sortant : Guy Billoudet (UMP)
- 23 sièges à pourvoir au conseil municipal (population légale 2011 : 3 108 habitants)
- 6 sièges à pourvoir au conseil communautaire (CC Bresse et Saône)

|                                                 | Guy Billoudet * | UMP            | 843   | 51,40  | 18 | 5 |  |  |
| Avec vous. experience et jeunesse pour feillens |                 |                | 843   | 51,40  | 18 | 5 |  |  |
|                                                 | Gilles Dumas    | DIV            | 414   | 25,24  | 3  | 1 |  |  |
| Nouvel elan                                     |                 |                | 414   | 25,24  | 3  | 1 |  |  |
|                                                 | Michelle Duby   | DIV            | 383   | 23,35  | 2  |   |  |  |
| Feillens autrement                              |                 |                | 383   | 23,35  | 2  |   |  |  |
|                                                 |                 |                |       |        |    |   |  |  |
| Inscrits                                        | Inscrits        | Inscrits       | 2 457 | 100,00 |    |   |  |  |
| Abstentions                                     | Abstentions     | Abstentions    | 768   | 31,26  |    |   |  |  |
| Votants                                         | Votants         | Votants        | 1 689 | 68,74  |    |   |  |  |
| Blancs et nuls                                  | Blancs et nuls  | Blancs et nuls | 49    | 2,90   |    |   |  |  |
| Exprimés                                        | Exprimés        | Exprimés       | 1 640 | 97,10  |    |   |  |  |
| * Liste du maire sortant                        |                 |                |       |        |    |   |  |  |

### Ferney-Voltaire
- Maire sortant : François Meylan (PS)
- 29 sièges à pourvoir au conseil municipal (population légale 2011 : 8 452 habitants)
- 5 sièges à pourvoir au conseil communautaire (CA Pays de Gex Agglo)

| Tête de liste                    | Tête de liste      | Liste          | Premier tour | Premier tour | Second tour | Second tour | Sièges | Sièges |
| Tête de liste                    | Tête de liste      | Liste          | Voix         | %            | Voix        | %           | CM     | CC     |
| -------------------------------- | ------------------ | -------------- | ------------ | ------------ | ----------- | ----------- | ------ | ------ |
|                                  | François Meylan *  | PS             | 833          | 42,50        | 1 056       | 49,55       | 7      | 1      |
| Ferney avenir 2014               |                    |                | 833          | 42,50        | 1 056       | 49,55       | 7      | 1      |
|                                  | Daniel Raphoz      | UDI            | 793          | 40,45        | 1 075       | 50,44       | 22     | 4      |
| Ferney-voltaire valeurs communes |                    |                | 793          | 40,45        | 1 075       | 50,44       | 22     | 4      |
|                                  | Christian Landreau | UMP            | 334          | 17,04        |             |             |        |        |
| Landreau                         |                    |                | 334          | 17,04        |             |             |        |        |
|                                  |                    |                |              |              |             |             |        |        |
| Inscrits                         | Inscrits           | Inscrits       | 4 070        | 100,00       | 4 070       | 100,00      |        |        |
| Abstentions                      | Abstentions        | Abstentions    | 2 045        | 50,25        | 1 882       | 46,24       |        |        |
| Votants                          | Votants            | Votants        | 2 025        | 49,75        | 2 188       | 53,76       |        |        |
| Blancs et nuls                   | Blancs et nuls     | Blancs et nuls | 65           | 3,21         | 57          | 2,61        |        |        |
| Exprimés                         | Exprimés           | Exprimés       | 1 960        | 96,79        | 2 131       | 97,39       |        |        |
| * Liste du maire sortant         |                    |                |              |              |             |             |        |        |

### Gex
- Maire sortant : Gérard Paoli (UDI)
- 33 sièges à pourvoir au conseil municipal (population légale 2011 : 10 446 habitants)
- 7 sièges à pourvoir au conseil communautaire (CA Pays de Gex Agglo)

|                                 | Patrice Dunand              | DVD            | 1 485 | 55,76  | 26 | 6 |  |  |
| Gex avenir                      |                             |                | 1 485 | 55,76  | 26 | 6 |  |  |
|                                 | Sébastien Charpentier       | DVG            | 783   | 29,40  | 5  | 1 |  |  |
| Solidaires pour l'avenir de gex |                             |                | 783   | 29,40  | 5  | 1 |  |  |
|                                 | Henri Redier De La Villatte | PS             | 395   | 14,83  | 2  |   |  |  |
| Humanisme et participation      |                             |                | 395   | 14,83  | 2  |   |  |  |
|                                 |                             |                |       |        |    |   |  |  |
| Inscrits                        | Inscrits                    | Inscrits       | 5 882 | 100,00 |    |   |  |  |
| Abstentions                     | Abstentions                 | Abstentions    | 3 118 | 53,01  |    |   |  |  |
| Votants                         | Votants                     | Votants        | 2 764 | 46,99  |    |   |  |  |
| Blancs et nuls                  | Blancs et nuls              | Blancs et nuls | 101   | 3,65   |    |   |  |  |
| Exprimés                        | Exprimés                    | Exprimés       | 2 663 | 96,35  |    |   |  |  |

### Hauteville-Lompnes
- Maire sortant : Monique Lyaudet (DVG)
- 27 sièges à pourvoir au conseil municipal (population légale 2011 : 3 971 habitants)
- 7 sièges à pourvoir au conseil communautaire (Haut-Bugey Agglomération)

| Tête de liste                     | Tête de liste            | Liste          | Premier tour | Premier tour | Second tour | Second tour | Sièges | Sièges |
| Tête de liste                     | Tête de liste            | Liste          | Voix         | %            | Voix        | %           | CM     | CC     |
| --------------------------------- | ------------------------ | -------------- | ------------ | ------------ | ----------- | ----------- | ------ | ------ |
|                                   | Bernard Argenti          | UDI            | 605          | 41,69        | 815         | 61,27       | 22     | 6      |
| Osons l'avenir                    |                          |                | 605          | 41,69        | 815         | 61,27       | 22     | 6      |
|                                   | Stéphanie Pernod-Beaudon | UMP            | 492          | 33,90        |             |             |        |        |
| Hauteville-lompnes. la reconquete |                          |                | 492          | 33,90        |             |             |        |        |
|                                   | Fabienne Joly            | DVG            | 354          | 24,39        | 515         | 38,72       | 5      | 1      |
| Valorisons ensemble nos richesses |                          |                | 354          | 24,39        | 515         | 38,72       | 5      | 1      |
|                                   |                          |                |              |              |             |             |        |        |
| Inscrits                          | Inscrits                 | Inscrits       | 2 252        | 100,00       | 2 252       | 100,00      |        |        |
| Abstentions                       | Abstentions              | Abstentions    | 730          | 32,42        | 803         | 35,66       |        |        |
| Votants                           | Votants                  | Votants        | 1 522        | 67,58        | 1 449       | 64,34       |        |        |
| Blancs et nuls                    | Blancs et nuls           | Blancs et nuls | 71           | 4,66         | 119         | 8,21        |        |        |
| Exprimés                          | Exprimés                 | Exprimés       | 1 451        | 95,34        | 1 330       | 91,79       |        |        |

### Jassans-Riottier
- Maire sortant : Jacqueline Fournet (UMP)
- 29 sièges à pourvoir au conseil municipal (population légale 2011 : 6 044 habitants)
- 4 sièges à pourvoir au conseil communautaire (CA Villefranche Beaujolais Saône)

| Tête de liste                   | Tête de liste         | Liste          | Premier tour | Premier tour | Second tour | Second tour | Sièges | Sièges |
| Tête de liste                   | Tête de liste         | Liste          | Voix         | %            | Voix        | %           | CM     | CC     |
| ------------------------------- | --------------------- | -------------- | ------------ | ------------ | ----------- | ----------- | ------ | ------ |
|                                 | Jean-Pierre Reverchon | DVD            | 1 198        | 46,88        | 1 538       | 56,77       | 23     | 3      |
| Un souffle nouveau pour jassans |                       |                | 1 198        | 46,88        | 1 538       | 56,77       | 23     | 3      |
|                                 | Jacqueline Fournet *  | UMP            | 1 081        | 42,30        | 1 171       | 43,22       | 6      | 1      |
| Agissons ensemble pour demain   |                       |                | 1 081        | 42,30        | 1 171       | 43,22       | 6      | 1      |
|                                 | René Collet           | DVD            | 276          | 10,80        |             |             |        |        |
| Jassans pour tous               |                       |                | 276          | 10,80        |             |             |        |        |
|                                 |                       |                |              |              |             |             |        |        |
| Inscrits                        | Inscrits              | Inscrits       | 3 966        | 100,00       | 3 966       | 100,00      |        |        |
| Abstentions                     | Abstentions           | Abstentions    | 1 348        | 33,99        | 1 204       | 30,36       |        |        |
| Votants                         | Votants               | Votants        | 2 618        | 66,01        | 2 762       | 69,64       |        |        |
| Blancs et nuls                  | Blancs et nuls        | Blancs et nuls | 63           | 2,41         | 53          | 1,92        |        |        |
| Exprimés                        | Exprimés              | Exprimés       | 2 555        | 97,59        | 2 709       | 98,08       |        |        |
| * Liste du maire sortant        |                       |                |              |              |             |             |        |        |

### Lagnieu
- Maire sortant : André Moingeon (UMP)
- 29 sièges à pourvoir au conseil municipal (population légale 2011 : 6 785 habitants)
- 5 sièges à pourvoir au conseil communautaire (CC de la Plaine de l'Ain)

|                                | André Moingeon * | UMP            | 1 945 | 72,46  | 25 | 5 |  |  |
| Pour lagnieu                   |                  |                | 1 945 | 72,46  | 25 | 5 |  |  |
|                                | Laurent Girard   | DVG            | 739   | 27,53  | 4  |   |  |  |
| Ensemble bougeons pour lagnieu |                  |                | 739   | 27,53  | 4  |   |  |  |
|                                |                  |                |       |        |    |   |  |  |
| Inscrits                       | Inscrits         | Inscrits       | 5 055 | 100,00 |    |   |  |  |
| Abstentions                    | Abstentions      | Abstentions    | 2 254 | 44,59  |    |   |  |  |
| Votants                        | Votants          | Votants        | 2 801 | 55,41  |    |   |  |  |
| Blancs et nuls                 | Blancs et nuls   | Blancs et nuls | 117   | 4,18   |    |   |  |  |
| Exprimés                       | Exprimés         | Exprimés       | 2 684 | 95,82  |    |   |  |  |
| * Liste du maire sortant       |                  |                |       |        |    |   |  |  |

### Meximieux
- Maire sortant : Christian Bussy (UMP)
- 29 sièges à pourvoir au conseil municipal (population légale 2011 : 7 253 habitants)
- 5 sièges à pourvoir au conseil communautaire (CC de la Plaine de l'Ain)

|                                     | Christian Bussy * | UMP            | 1 821 | 67,12  | 25 | 5 |  |  |
| Horizon 2014-2020 reussir meximieux |                   |                | 1 821 | 67,12  | 25 | 5 |  |  |
|                                     | Arnaud Cavet      | DVG            | 892   | 32,87  | 4  |   |  |  |
| Meximieux notre projet notre ville  |                   |                | 892   | 32,87  | 4  |   |  |  |
|                                     |                   |                |       |        |    |   |  |  |
| Inscrits                            | Inscrits          | Inscrits       | 4 874 | 100,00 |    |   |  |  |
| Abstentions                         | Abstentions       | Abstentions    | 2 075 | 42,57  |    |   |  |  |
| Votants                             | Votants           | Votants        | 2 799 | 57,43  |    |   |  |  |
| Blancs et nuls                      | Blancs et nuls    | Blancs et nuls | 86    | 3,07   |    |   |  |  |
| Exprimés                            | Exprimés          | Exprimés       | 2 713 | 96,93  |    |   |  |  |
| * Liste du maire sortant            |                   |                |       |        |    |   |  |  |

### Miribel
- Maire sortant : Jacques Berthou (DVG)
- 29 sièges à pourvoir au conseil municipal (population légale 2011 : 9 031 habitants)
- 13 sièges à pourvoir au conseil communautaire (CC de Miribel et du Plateau)

| Tête de liste              | Tête de liste      | Liste          | Premier tour | Premier tour | Second tour | Second tour | Sièges | Sièges |
| Tête de liste              | Tête de liste      | Liste          | Voix         | %            | Voix        | %           | CM     | CC     |
| -------------------------- | ------------------ | -------------- | ------------ | ------------ | ----------- | ----------- | ------ | ------ |
|                            | Sylvie Viricel     | DVG            | 1 539        | 44,85        | 1 771       | 48,11       | 22     | 10     |
| Miribel comme vous l'aimez |                    |                | 1 539        | 44,85        | 1 771       | 48,11       | 22     | 10     |
|                            | Jean-Pierre Gaitet | UMP            | 1 443        | 42,05        | 1 679       | 45,61       | 7      | 3      |
| Un renouveau pour miribel  |                    |                | 1 443        | 42,05        | 1 679       | 45,61       | 7      | 3      |
|                            | André Giron        | DVG            | 449          | 13,08        | 231         | 6,27        |        |        |
| L'eveil de miribel         |                    |                | 449          | 13,08        | 231         | 6,27        |        |        |
|                            |                    |                |              |              |             |             |        |        |
| Inscrits                   | Inscrits           | Inscrits       | 6 526        | 100,00       | 6 526       | 100,00      |        |        |
| Abstentions                | Abstentions        | Abstentions    | 2 908        | 44,56        | 2 758       | 42,26       |        |        |
| Votants                    | Votants            | Votants        | 3 618        | 55,44        | 3 768       | 57,74       |        |        |
| Blancs et nuls             | Blancs et nuls     | Blancs et nuls | 187          | 5,17         | 87          | 2,31        |        |        |
| Exprimés                   | Exprimés           | Exprimés       | 3 431        | 94,83        | 3 681       | 97,69       |        |        |

### Montluel
- Maire sortant : Jacky Bernard (PS)
- 29 sièges à pourvoir au conseil municipal (population légale 2011 : 7 112 habitants)
- 10 sièges à pourvoir au conseil communautaire (CC de la Côtière à Montluel)

| Tête de liste                  | Tête de liste     | Liste          | Premier tour | Premier tour | Second tour | Second tour | Sièges | Sièges |
| Tête de liste                  | Tête de liste     | Liste          | Voix         | %            | Voix        | %           | CM     | CC     |
| ------------------------------ | ----------------- | -------------- | ------------ | ------------ | ----------- | ----------- | ------ | ------ |
|                                | Romain Daubié     | UMP            | 1 044        | 41,54        | 1 577       | 56,58       | 23     | 8      |
| Vivons montluel ensemble       |                   |                | 1 044        | 41,54        | 1 577       | 56,58       | 23     | 8      |
|                                | Jacky Bernard *   | PS             | 894          | 35,57        | 1 210       | 43,41       | 6      | 2      |
| Osons montluel. ville d'avenir |                   |                | 894          | 35,57        | 1 210       | 43,41       | 6      | 2      |
|                                | Cyril De Fonclare | DVD            | 575          | 22,88        |             |             |        |        |
| Montluel avenir                |                   |                | 575          | 22,88        |             |             |        |        |
|                                |                   |                |              |              |             |             |        |        |
| Inscrits                       | Inscrits          | Inscrits       | 4 392        | 100,00       | 4 393       | 100,00      |        |        |
| Abstentions                    | Abstentions       | Abstentions    | 1 777        | 40,46        | 1 519       | 34,58       |        |        |
| Votants                        | Votants           | Votants        | 2 615        | 59,54        | 2 874       | 65,42       |        |        |
| Blancs et nuls                 | Blancs et nuls    | Blancs et nuls | 102          | 3,90         | 87          | 3,03        |        |        |
| Exprimés                       | Exprimés          | Exprimés       | 2 513        | 96,10        | 2 787       | 96,97       |        |        |
| * Liste du maire sortant       |                   |                |              |              |             |             |        |        |

### Montmerle-sur-Saône
- Maire sortant : Jean-Christian Forestier (DVD)
- 27 sièges à pourvoir au conseil municipal (population légale 2011 : 3 818 habitants)
- 9 sièges à pourvoir au conseil communautaire (CC Val de Saône Centre)

| Tête de liste                   | Tête de liste              | Liste          | Premier tour | Premier tour | Second tour | Second tour | Sièges | Sièges |
| Tête de liste                   | Tête de liste              | Liste          | Voix         | %            | Voix        | %           | CM     | CC     |
| ------------------------------- | -------------------------- | -------------- | ------------ | ------------ | ----------- | ----------- | ------ | ------ |
|                                 | Raphaël Lamure             | DVD            | 768          | 43,63        | 869         | 50,26       | 21     | 7      |
| Montmerle avec vous             |                            |                | 768          | 43,63        | 869         | 50,26       | 21     | 7      |
|                                 | Alain Campion              | DVD            | 537          | 30,51        | 860         | 49,73       | 6      | 2      |
| Montmerle horizon 2020          |                            |                | 537          | 30,51        | 860         | 49,73       | 6      | 2      |
|                                 | Jean-Christian Forestier * | DVD            | 455          | 25,85        |             |             |        |        |
| Montmerle. un village pour tous |                            |                | 455          | 25,85        |             |             |        |        |
|                                 |                            |                |              |              |             |             |        |        |
| Inscrits                        | Inscrits                   | Inscrits       | 2 678        | 100,00       | 2 678       | 100,00      |        |        |
| Abstentions                     | Abstentions                | Abstentions    | 887          | 33,12        | 914         | 34,13       |        |        |
| Votants                         | Votants                    | Votants        | 1 791        | 66,88        | 1 764       | 65,87       |        |        |
| Blancs et nuls                  | Blancs et nuls             | Blancs et nuls | 31           | 1,73         | 35          | 1,98        |        |        |
| Exprimés                        | Exprimés                   | Exprimés       | 1 760        | 98,27        | 1 729       | 98,02       |        |        |
| * Liste du maire sortant        |                            |                |              |              |             |             |        |        |

### Montréal-la-Cluse
- Maire sortant : Gilles Morosi (DVD)
- 23 sièges à pourvoir au conseil municipal (population légale 2011 : 3 422 habitants)
- 3 sièges à pourvoir au conseil communautaire (CA Haut-Bugey Agglomération)

|                                         | Jean Deguerry  | UMP            | 959   | 100,00 | 23 | 3 |  |  |
| Montreal la cluse : une ville pour tous |                |                | 959   | 100,00 | 23 | 3 |  |  |
|                                         |                |                |       |        |    |   |  |  |
| Inscrits                                | Inscrits       | Inscrits       | 2 074 | 100,00 |    |   |  |  |
| Abstentions                             | Abstentions    | Abstentions    | 944   | 45,52  |    |   |  |  |
| Votants                                 | Votants        | Votants        | 1 130 | 54,48  |    |   |  |  |
| Blancs et nuls                          | Blancs et nuls | Blancs et nuls | 171   | 15,13  |    |   |  |  |
| Exprimés                                | Exprimés       | Exprimés       | 959   | 84,87  |    |   |  |  |

### Nantua
- Maire sortant : Jean-Pierre Carminati (DVD)
- 27 sièges à pourvoir au conseil municipal (population légale 2011 : 3 651 habitants)
- 4 sièges à pourvoir au conseil communautaire (CA Haut-Bugey Agglomération)

|                                        | Jean-Pierre Carminati * | DVD            | 817   | 76,93  | 24 | 4 |  |  |
| Nantua change. ensemble c'est possible |                         |                | 817   | 76,93  | 24 | 4 |  |  |
|                                        | Claude Mercier          | DVG            | 245   | 23,06  | 3  |   |  |  |
| Ensemble pour nantua                   |                         |                | 245   | 23,06  | 3  |   |  |  |
|                                        |                         |                |       |        |    |   |  |  |
| Inscrits                               | Inscrits                | Inscrits       | 1 790 | 100,00 |    |   |  |  |
| Abstentions                            | Abstentions             | Abstentions    | 697   | 38,94  |    |   |  |  |
| Votants                                | Votants                 | Votants        | 1 093 | 61,06  |    |   |  |  |
| Blancs et nuls                         | Blancs et nuls          | Blancs et nuls | 31    | 2,84   |    |   |  |  |
| Exprimés                               | Exprimés                | Exprimés       | 1 062 | 97,16  |    |   |  |  |
| * Liste du maire sortant               |                         |                |       |        |    |   |  |  |

### Ornex
- Maire sortant : Jacques Mercier (EELV)
- 27 sièges à pourvoir au conseil municipal (population légale 2011 : 3 779 habitants)
- 3 sièges à pourvoir au conseil communautaire (CA Pays de Gex Agglo)

|                            | Jean-François Obez | DVD            | 455   | 51,82  | 21 | 2 |  |  |
| Ornex demain               |                    |                | 455   | 51,82  | 21 | 2 |  |  |
|                            | Jacques Mercier *  | EELV           | 423   | 48,17  | 6  | 1 |  |  |
| Oui/ornex-unite-innovation |                    |                | 423   | 48,17  | 6  | 1 |  |  |
|                            |                    |                |       |        |    |   |  |  |
| Inscrits                   | Inscrits           | Inscrits       | 1 730 | 100,00 |    |   |  |  |
| Abstentions                | Abstentions        | Abstentions    | 821   | 47,46  |    |   |  |  |
| Votants                    | Votants            | Votants        | 909   | 52,54  |    |   |  |  |
| Blancs et nuls             | Blancs et nuls     | Blancs et nuls | 31    | 3,41   |    |   |  |  |
| Exprimés                   | Exprimés           | Exprimés       | 878   | 96,59  |    |   |  |  |
| * Liste du maire sortant   |                    |                |       |        |    |   |  |  |

### Oyonnax
- Maire sortant : Michel Perraud (UDI)
- 33 sièges à pourvoir au conseil municipal (population légale 2011 : 21 074 habitants)
- 24 sièges à pourvoir au conseil communautaire (CA Haut-Bugey Agglomération)

|                                         | Michel Perraud * | UDI            | 3 005  | 61,06  | 27 | 20 |  |  |
| Oyonnax demain. le reve vous appartient |                  |                | 3 005  | 61,06  | 27 | 20 |  |  |
|                                         | Mylène Ferri     | DVG            | 979    | 19,89  | 3  | 2  |  |  |
| Oser oyonnax                            |                  |                | 979    | 19,89  | 3  | 2  |  |  |
|                                         | Julien Martinez  | UMP            | 937    | 19,04  | 3  | 2  |  |  |
| Oyonnax. la nouvelle dynamique          |                  |                | 937    | 19,04  | 3  | 2  |  |  |
|                                         |                  |                |        |        |    |    |  |  |
| Inscrits                                | Inscrits         | Inscrits       | 10 370 | 100,00 |    |    |  |  |
| Abstentions                             | Abstentions      | Abstentions    | 5 287  | 50,98  |    |    |  |  |
| Votants                                 | Votants          | Votants        | 5 083  | 49,02  |    |    |  |  |
| Blancs et nuls                          | Blancs et nuls   | Blancs et nuls | 162    | 3,19   |    |    |  |  |
| Exprimés                                | Exprimés         | Exprimés       | 4 921  | 96,81  |    |    |  |  |
| * Liste du maire sortant                |                  |                |        |        |    |    |  |  |

### Péronnas
- Maire sortant : Christian Chanel (DVD)
- 29 sièges à pourvoir au conseil municipal (population légale 2011 : 6 053 habitants)
- 5 sièges à pourvoir au conseil communautaire (CA du Bassin de Bourg-en-Bresse)

|                                               | Christian Chanel * | DVD            | 1 776 | 64,60  | 24 | 4 |  |  |
| Peronnas terre d'avenir                       |                    |                | 1 776 | 64,60  | 24 | 4 |  |  |
|                                               | Pascal Fayard      | DVG            | 973   | 35,39  | 5  | 1 |  |  |
| Peronnas 2014 des citoyens au cœur de la cité |                    |                | 973   | 35,39  | 5  | 1 |  |  |
|                                               |                    |                |       |        |    |   |  |  |
| Inscrits                                      | Inscrits           | Inscrits       | 4 451 | 100,00 |    |   |  |  |
| Abstentions                                   | Abstentions        | Abstentions    | 1 621 | 36,42  |    |   |  |  |
| Votants                                       | Votants            | Votants        | 2 830 | 63,58  |    |   |  |  |
| Blancs et nuls                                | Blancs et nuls     | Blancs et nuls | 81    | 2,86   |    |   |  |  |
| Exprimés                                      | Exprimés           | Exprimés       | 2 749 | 97,14  |    |   |  |  |
| * Liste du maire sortant                      |                    |                |       |        |    |   |  |  |

### Prévessin-Moëns
- Maire sortant : Jean-Paul Laurenson (DVG)
- 29 sièges à pourvoir au conseil municipal (population légale 2011 : 6 806 habitants)
- 4 sièges à pourvoir au conseil communautaire (CA Pays de Gex Agglo)

|                                                                             | Aurélie Charillon     | UMP            | 1 026 | 54,37  | 23 | 3 |  |  |
| Un nouvel élan pour prévessin-moens-liste d'union de la droite et du centre |                       |                | 1 026 | 54,37  | 23 | 3 |  |  |
|                                                                             | Jean-Paul Laurenson * | DVG            | 861   | 45,62  | 6  | 1 |  |  |
| Prévessin-moëns une commune pour tous                                       |                       |                | 861   | 45,62  | 6  | 1 |  |  |
|                                                                             |                       |                |       |        |    |   |  |  |
| Inscrits                                                                    | Inscrits              | Inscrits       | 3 748 | 100,00 |    |   |  |  |
| Abstentions                                                                 | Abstentions           | Abstentions    | 1 808 | 48,24  |    |   |  |  |
| Votants                                                                     | Votants               | Votants        | 1 940 | 51,76  |    |   |  |  |
| Blancs et nuls                                                              | Blancs et nuls        | Blancs et nuls | 53    | 2,73   |    |   |  |  |
| Exprimés                                                                    | Exprimés              | Exprimés       | 1 887 | 97,27  |    |   |  |  |
| * Liste du maire sortant                                                    |                       |                |       |        |    |   |  |  |

### Replonges
- Maire sortant : Michel Voisin (UMP)
- 27 sièges à pourvoir au conseil municipal (population légale 2011 : 3 601 habitants)
- 7 sièges à pourvoir au conseil communautaire (CC Bresse et Saône)

|                                     | Bertrand Vernoux   | UMP            | 1 074 | 63,06  | 22 | 6 |  |  |
| Replonges pour tous                 |                    |                | 1 074 | 63,06  | 22 | 6 |  |  |
|                                     | François Paquelier | DVD            | 629   | 36,93  | 5  | 1 |  |  |
| Ensemble. decidons pour replonges ! |                    |                | 629   | 36,93  | 5  | 1 |  |  |
|                                     |                    |                |       |        |    |   |  |  |
| Inscrits                            | Inscrits           | Inscrits       | 2 588 | 100,00 |    |   |  |  |
| Abstentions                         | Abstentions        | Abstentions    | 804   | 31,07  |    |   |  |  |
| Votants                             | Votants            | Votants        | 1 784 | 68,93  |    |   |  |  |
| Blancs et nuls                      | Blancs et nuls     | Blancs et nuls | 81    | 4,54   |    |   |  |  |
| Exprimés                            | Exprimés           | Exprimés       | 1 703 | 95,46  |    |   |  |  |

### Reyrieux
- Maire sortant : Charles Berthaud (DVG)
- 27 sièges à pourvoir au conseil municipal (population légale 2011 : 4 202 habitants)
- 5 sièges à pourvoir au conseil communautaire (CC Dombes Saône Vallée)

|                         | Jacky Dutruc   | DVG            | 1 061 | 54,66  | 21 | 4 |  |  |
| Avec vous pour reyrieux |                |                | 1 061 | 54,66  | 21 | 4 |  |  |
|                         | Olivier Eyraud | DLF            | 880   | 45,33  | 6  | 1 |  |  |
| Bien vivre à reyrieux   |                |                | 880   | 45,33  | 6  | 1 |  |  |
|                         |                |                |       |        |    |   |  |  |
| Inscrits                | Inscrits       | Inscrits       | 3 144 | 100,00 |    |   |  |  |
| Abstentions             | Abstentions    | Abstentions    | 1 143 | 36,35  |    |   |  |  |
| Votants                 | Votants        | Votants        | 2 001 | 63,65  |    |   |  |  |
| Blancs et nuls          | Blancs et nuls | Blancs et nuls | 60    | 3,00   |    |   |  |  |
| Exprimés                | Exprimés       | Exprimés       | 1 941 | 97,00  |    |   |  |  |

### Saint-Denis-lès-Bourg
- Maire sortant : Jacques Nallet (DVG)
- 29 sièges à pourvoir au conseil municipal (population légale 2011 : 5 492 habitants)
- 4 sièges à pourvoir au conseil communautaire (CA du Bassin de Bourg-en-Bresse)

|                       | Guillaume Fauvet | DVG            | 1 687 | 66,13  | 24 | 3 |  |  |
| Saint denis ensemble  |                  |                | 1 687 | 66,13  | 24 | 3 |  |  |
|                       | Jean-Luc Bathias | DVD            | 864   | 33,86  | 5  | 1 |  |  |
| Saint denis autrement |                  |                | 864   | 33,86  | 5  | 1 |  |  |
|                       |                  |                |       |        |    |   |  |  |
| Inscrits              | Inscrits         | Inscrits       | 4 364 | 100,00 |    |   |  |  |
| Abstentions           | Abstentions      | Abstentions    | 1 680 | 38,50  |    |   |  |  |
| Votants               | Votants          | Votants        | 2 684 | 61,50  |    |   |  |  |
| Blancs et nuls        | Blancs et nuls   | Blancs et nuls | 133   | 4,96   |    |   |  |  |
| Exprimés              | Exprimés         | Exprimés       | 2 551 | 95,04  |    |   |  |  |

### Saint-Genis-Pouilly
- Maire sortant : Hubert Bertrand (PRG)
- 29 sièges à pourvoir au conseil municipal (population légale 2011 : 9 186 habitants)
- 6 sièges à pourvoir au conseil communautaire (CA Pays de Gex Agglo)

|                                          | Hubert Bertrand *       | PRG            | 1 167 | 51,50  | 22 | 5 |  |  |
| Saint genis-pouilly. un avenir pour tous |                         |                | 1 167 | 51,50  | 22 | 5 |  |  |
|                                          | Michelle Chenu-Durafour | UDI            | 1 099 | 48,49  | 7  | 1 |  |  |
| Saint genis pouilly. reveille-toi        |                         |                | 1 099 | 48,49  | 7  | 1 |  |  |
|                                          |                         |                |       |        |    |   |  |  |
| Inscrits                                 | Inscrits                | Inscrits       | 4 106 | 100,00 |    |   |  |  |
| Abstentions                              | Abstentions             | Abstentions    | 1 730 | 42,13  |    |   |  |  |
| Votants                                  | Votants                 | Votants        | 2 376 | 57,87  |    |   |  |  |
| Blancs et nuls                           | Blancs et nuls          | Blancs et nuls | 110   | 4,63   |    |   |  |  |
| Exprimés                                 | Exprimés                | Exprimés       | 2 266 | 95,37  |    |   |  |  |
| * Liste du maire sortant                 |                         |                |       |        |    |   |  |  |

### Saint-Maurice-de-Beynost
- Maire sortant : Pierre Goubet (DVG)
- 27 sièges à pourvoir au conseil municipal (population légale 2011 : 3 864 habitants)
- 5 sièges à pourvoir au conseil communautaire (CC de Miribel et du Plateau)

|                             | Pierre Goubet * | DVG            | 908   | 65,84  | 23 | 4 |  |  |
| Bien vivre a saint maurice  |                 |                | 908   | 65,84  | 23 | 4 |  |  |
|                             | Michel Becavin  | DVD            | 471   | 34,15  | 4  | 1 |  |  |
| Ensemble pour saint maurice |                 |                | 471   | 34,15  | 4  | 1 |  |  |
|                             |                 |                |       |        |    |   |  |  |
| Inscrits                    | Inscrits        | Inscrits       | 2 442 | 100,00 |    |   |  |  |
| Abstentions                 | Abstentions     | Abstentions    | 1 012 | 41,44  |    |   |  |  |
| Votants                     | Votants         | Votants        | 1 430 | 58,56  |    |   |  |  |
| Blancs et nuls              | Blancs et nuls  | Blancs et nuls | 51    | 3,57   |    |   |  |  |
| Exprimés                    | Exprimés        | Exprimés       | 1 379 | 96,43  |    |   |  |  |
| * Liste du maire sortant    |                 |                |       |        |    |   |  |  |

### Thoiry
- Maire sortant : Gérald Dentinger (DVD)
- 29 sièges à pourvoir au conseil municipal (population légale 2011 : 5 461 habitants)
- 3 sièges à pourvoir au conseil communautaire (CA Pays de Gex Agglo)

|                                                     | Muriel Benier   | UMP            | 857   | 52,57  | 22 | 2 |  |  |
| Unis pour thoiry                                    |                 |                | 857   | 52,57  | 22 | 2 |  |  |
|                                                     | Béatrice Cotier | DVD            | 773   | 47,42  | 7  | 1 |  |  |
| De fenières à allemogne...thoiry : ambition commune |                 |                | 773   | 47,42  | 7  | 1 |  |  |
|                                                     |                 |                |       |        |    |   |  |  |
| Inscrits                                            | Inscrits        | Inscrits       | 3 209 | 100,00 |    |   |  |  |
| Abstentions                                         | Abstentions     | Abstentions    | 1 499 | 46,71  |    |   |  |  |
| Votants                                             | Votants         | Votants        | 1 710 | 53,29  |    |   |  |  |
| Blancs et nuls                                      | Blancs et nuls  | Blancs et nuls | 80    | 4,68   |    |   |  |  |
| Exprimés                                            | Exprimés        | Exprimés       | 1 630 | 95,32  |    |   |  |  |

### Trévoux
- Maire sortant : Michel Raymond (PS)
- 29 sièges à pourvoir au conseil municipal (population légale 2011 : 6 687 habitants)
- 9 sièges à pourvoir au conseil communautaire (CC Dombes Saône Vallée)

|                          | Marc Pechoux     | UMP            | 1 389 | 55,80  | 23 | 7 |  |  |
| Vivre trevoux autrement  |                  |                | 1 389 | 55,80  | 23 | 7 |  |  |
|                          | Michel Raymond * | PS             | 1 100 | 44,19  | 6  | 2 |  |  |
| Trevoux passion          |                  |                | 1 100 | 44,19  | 6  | 2 |  |  |
|                          |                  |                |       |        |    |   |  |  |
| Inscrits                 | Inscrits         | Inscrits       | 4 136 | 100,00 |    |   |  |  |
| Abstentions              | Abstentions      | Abstentions    | 1 564 | 37,81  |    |   |  |  |
| Votants                  | Votants          | Votants        | 2 572 | 62,19  |    |   |  |  |
| Blancs et nuls           | Blancs et nuls   | Blancs et nuls | 83    | 3,23   |    |   |  |  |
| Exprimés                 | Exprimés         | Exprimés       | 2 489 | 96,77  |    |   |  |  |
| * Liste du maire sortant |                  |                |       |        |    |   |  |  |

### Villars-les-Dombes
- Maire sortant : Gabriel Humbert (DVG)
- 27 sièges à pourvoir au conseil municipal (population légale 2011 : 4 411 habitants)
- 7 sièges à pourvoir au conseil communautaire (CC de la Dombes)

|                                       | Pierre Larrieu    | DVD            | 1 166 | 59,27  | 22 | 6 |  |  |
| Villars en action                     |                   |                | 1 166 | 59,27  | 22 | 6 |  |  |
|                                       | Gabriel Humbert * | DVG            | 801   | 40,72  | 5  | 1 |  |  |
| Villars-les-dombes - village d'avenir |                   |                | 801   | 40,72  | 5  | 1 |  |  |
|                                       |                   |                |       |        |    |   |  |  |
| Inscrits                              | Inscrits          | Inscrits       | 3 136 | 100,00 |    |   |  |  |
| Abstentions                           | Abstentions       | Abstentions    | 1 085 | 34,60  |    |   |  |  |
| Votants                               | Votants           | Votants        | 2 051 | 65,40  |    |   |  |  |
| Blancs et nuls                        | Blancs et nuls    | Blancs et nuls | 84    | 4,10   |    |   |  |  |
| Exprimés                              | Exprimés          | Exprimés       | 1 967 | 95,90  |    |   |  |  |
| * Liste du maire sortant              |                   |                |       |        |    |   |  |  |

### Villieu-Loyes-Mollon
- Maire sortant : Éric Beaufort (DVD)
- 23 sièges à pourvoir au conseil municipal (population légale 2011 : 3 174 habitants)
- 3 sièges à pourvoir au conseil communautaire (CC de la Plaine de l'Ain)

|                                                         | Éric Beaufort * | DVD            | 1 010 | 100,00 | 23 | 3 |  |  |
| Villieu loyes mollon. ensemble continuons pour l'avenir |                 |                | 1 010 | 100,00 | 23 | 3 |  |  |
|                                                         |                 |                |       |        |    |   |  |  |
| Inscrits                                                | Inscrits        | Inscrits       | 2 549 | 100,00 |    |   |  |  |
| Abstentions                                             | Abstentions     | Abstentions    | 1 310 | 51,39  |    |   |  |  |
| Votants                                                 | Votants         | Votants        | 1 239 | 48,61  |    |   |  |  |
| Blancs et nuls                                          | Blancs et nuls  | Blancs et nuls | 229   | 18,48  |    |   |  |  |
| Exprimés                                                | Exprimés        | Exprimés       | 1 010 | 81,52  |    |   |  |  |
| * Liste du maire sortant                                |                 |                |       |        |    |   |  |  |

### Viriat
- Maire sortant : Bernard Perret (DVD)
- 29 sièges à pourvoir au conseil municipal (population légale 2011 : 6 083 habitants)
- 4 sièges à pourvoir au conseil communautaire (CA du Bassin de Bourg-en-Bresse)

|                          | Bernard Perret *  | DVD            | 2 246 | 75,57  | 26 | 4 |  |  |
| Viriat pour vous         |                   |                | 2 246 | 75,57  | 26 | 4 |  |  |
|                          | Catherine Mercier | DVG            | 726   | 24,42  | 3  |   |  |  |
| Ensemble. un nouvel élan |                   |                | 726   | 24,42  | 3  |   |  |  |
|                          |                   |                |       |        |    |   |  |  |
| Inscrits                 | Inscrits          | Inscrits       | 4 529 | 100,00 |    |   |  |  |
| Abstentions              | Abstentions       | Abstentions    | 1 495 | 33,01  |    |   |  |  |
| Votants                  | Votants           | Votants        | 3 034 | 66,99  |    |   |  |  |
| Blancs et nuls           | Blancs et nuls    | Blancs et nuls | 62    | 2,04   |    |   |  |  |
| Exprimés                 | Exprimés          | Exprimés       | 2 972 | 97,96  |    |   |  |  |
| * Liste du maire sortant |                   |                |       |        |    |   |  |  |